# فيليب شتورم
فيليب شتورم (بالألمانية: Philipp Sturm)‏ (23 فبراير 1999 بالنمسا - ) هو لاعب كرة قدم نمساوي في مركز الوسط.

## وصلات خارجية
- فيليب شتورم على موقع الاتحاد الأوربي (الإنجليزية)
- فيليب شتورم على موقع قاعدة بيانات كرة القدم.إي يو (الإنجليزية)
- فيليب شتورم على موقع Soccerway.com (الإنجليزية)
- فيليب شتورم على موقع عالم كرة القدم.نت (الإنجليزية)